# Erlöser-Orden

Erlöser-Orden

Der Erlöser-Orden (griechisch Τάγμα του Σωτήρος Tagma tou Sotiros) wurde am 31. Juli 1829 durch die Vierte  Nationalversammlung in Argos gestiftet und von König Otto I. am 20. Mai 1833 mit Statuten versehen.

## Geschichte
Nach dem langen Freiheitskampf gegen das Osmanische Reich erlangte Griechenland 1830 die Unabhängigkeit von der türkischen Oberhoheit und wurde zu einem selbstständigen Königreich erklärt. Prinz Leopold von Sachsen-Coburg und Gotha, der spätere König der Belgier, lehnte die griechische Krone ab, die dann 1832 dem Prinzen Otto von Bayern, Sohn König Ludwigs I., übertragen wurde.
Schon vor Eintreffen König Ottos I. aus dem Hause Wittelsbach stiftete die vierte griechische Nationalversammlung im Jahre 1829 den Erlöser-Orden. Er sollte an die Erlösung des Landes vom türkischen Joch erinnern. Das erste Großkreuz verlieh König Otto seinem Vater Ludwig I.
Zunächst wurde der Orden nur an Griechen verliehen, die sich im Freiheitskampf besonders ausgezeichnet hatten. 
Später erfolgte eine Verleihung auch für vorzügliche, dem Staat geleistete Dienste an In- und an Ausländer als besondere Auszeichnung.

## Ordensklassen
Der Orden besteht aus fünf Ordensklassen:
- Großkreuz
- Großkommandeur
- Kommandeur
- Goldenes Kreuz
- Silbernes Kreuz

Die obersten vier Klassen waren ursprünglich auf 12, 30, 70 bzw. 240 Inhaber beschränkt, zuzüglich der Mitglieder der Königlichen Familie. Heute bestehen diese Beschränkungen nicht mehr, wobei das Großkreuz Staatsoberhäuptern vorbehalten ist.

## Ordensdekoration
Das Ordenszeichen ist seit 1863 ein weißemailliertes, goldgerändertes Johanniterkreuz, das an der goldenen Königskrone hängt. In den Winkeln erscheint ein grünemaillierter Eichen- und Lorbeerkranz. Das Medaillon zeigt auf goldenem Grund das Bildnis des Erlösers und ist umgeben von einem goldeingefassten blauen Reif, der in goldenen griechischen Schriftzeichen die folgende alttestamentliche Devise (Exodus 5,16 ) trägt: Η ΔΕΞΙΑ ΣΟΥ ΧΕΙΡ, ΚΥΡΙΕ, ΔΕΔΟΞΑΣΤΑΙ ΕΝ ΙΣΧΥΙ HĒ DEXIA SOU CHEIR, KYRIE, DEDOXASTAI EN ISCHYI, deutsch ‚Herr, Deine rechte Hand ist verherrlicht in ihrer Kraft‘.
Die Rückseite des Medaillons enthält das griechische Wappen mit der folgenden Umschrift: Η ΕΝ ΑΡΓΕΙ Δʹ ΕΘΝΙΚΗ ΤΩΝ ΕΛΛΗΝΩΝ ΣΥΝΕΛΕΥΣΙΣ – ΑΩΚΘʹ I EN ARGI 4 ETHNIKI TŌN ELLINŌN SYNELELEVSIS – 1829, deutsch ‚Die 4. griechische Nationalversammlung in Argos – 1829‘.
Bis auf die letzte Klasse ist das Kreuz aus Gold.

Das Ordenszeichen wird von Großkreuzen am Schulterband getragen, von Großkommandeuren und Kommandeuren am Hals, von den letzten beiden Klassen an der linken Brust. Das Ordensband ist hellblau mit weißen Seitenstreifen.

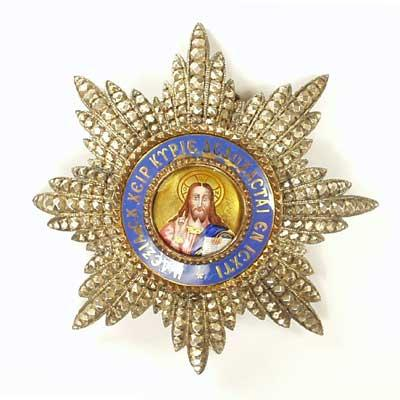
Bruststern

Großkreuze und Großkommandeure tragen darüber hinaus einen Bruststern mit dem Medaillon.

## Bekannte Träger
Siehe Träger des Erlöser-Ordens.